# Sanary-sur-Mer
Sanary-sur-Mer (in provenzale: Sanàri) è un comune francese di 17 047 abitanti situato nel dipartimento del Var della regione della Provenza-Alpi-Costa Azzurra, a 13 km da Tolone e 50 km da Marsiglia. Situata sulla costa Mediterranea della Provenza, è raggiungibile in 2 ore di macchina da Ventimiglia.
Sanary ha una media di soli 61 giorni di pioggia, soprattutto in inverno, e radiazione solare di 6156 MJ/m²/anno, paragonabile alla Sicilia. Sanary è regolarmente spazzata dal Mistral, un forte vento proveniente dalla Valle del Rodano che porta bassa umidità intorno al 20%, raffiche fino a 130 km/h, temperature molto fresche e cielo sereno. Il vento è forte, in media, 115 giorni all'anno, e raggiunge livelli da tempesta 8 giorni l'anno, rendendo Sanary una delle mete preferite per gli appassionati di windsurf.

## Storia
Nel XII secolo esisteva sul sito del porto attuale un priorato, dipendente dell'abbazia Saint-Victor di Marsiglia e dedicato a Saint-Nazaire.
Alla fine del XIII secolo, si costruì l'edificio attualmente conosciuto col nome di "Torre Romanica", che serviva da torrione fortificato di guardia. Negli anni 1524 e 1536 fu attaccato dalle galere spagnole.
In origine appartenente al territorio di Ollioules, il signore locale creò all'inizio del XVI secolo una frazione sotto il nome di "Sanct Nazari", autorizzando alcune famiglie a stabilirsi vicino ad una vecchia torre medievale ancora visibile. In seguito fu poi costruito il porto per offrire uno sbocco al commercio dell'entroterra. Solo nel 1688, al termine di lunghe trattative, Sanary ottenne da Luigi XIV la separazione dal comune di Ollioules. Il 12 novembre 1890, Saint-Nazaire prende ufficialmente il nome provenzale di Sanary.
La città conosce una forte crescita dagli anni 1980-1990 sul piano turistico. Sanary si afferma come un luogo piacevole, tranquillo e apprezzato nel Var occidentale.

## Monumenti e visite
- Chapelle Notre-Dame-de-Pitié: da questa cappella, costruita nel 1560 su un'altura a occidente del villaggio, si apprezza una splendida vista sulla baia di Sanary sur mer, con sullo sfondo le colline di Tolone e la costa fino all'arcipelago delle Embiez, dietro al quale si eleva il promontorio di Cap Sicié. La cappella contiene degli ex voto, naïf per la maggioranza.
- Église Saint-Nazaire: costruita alla fine del XIX secolo da Michel Pacha in stile neo-medievale, al posto dell'antica chiesa di stile romanico del XVI secolo. Sono stati effettuati alcuni affreschi in stile bizantino in passato.
- La Tour romane: è stata eretta verso il 1300, misura 21 m di altezza e 8 m di larghezza alla sua base. Nel 1436, il re Renato fece scavare un fossato di protezione e installò qui una piccola guarnigione. All'ultimo piano si trova una colombaia, segno dell'esistenza di un privilegio signorile. Il fossato è stato colmato nel 1704 e le costruzioni si sono appoggiate alla torre oggi rinserrata tra un gruppo di edifici. Ospita dal 1990 il Museo Federico-Dumas.
- Musée Frédéric-Dumas, dedicato all'archeologia sottomarina ed alla storia delle attrezzature di immersione. Il museo occupa alcuni locali nella torre romanica dal 1994 ed anche in un edificio delle vicinanze dal 2006.
- Porticciolo: il Porto di Sanary mantiene una bella flotta di barche tradizionali in legno, soprattutto i "pointus". Ha anche una piccola flotta di pescatori artigianali, che vendono il pesce ogni mattina sul porto.
- Portissol: la più bella spiaggia di Sanary
- Mercato Provenzale: ogni mattina c'è un mercato provenzale sotto i platani, con molti prodotti freschi.

## Sanary capitale letteraria durante il Nazismo

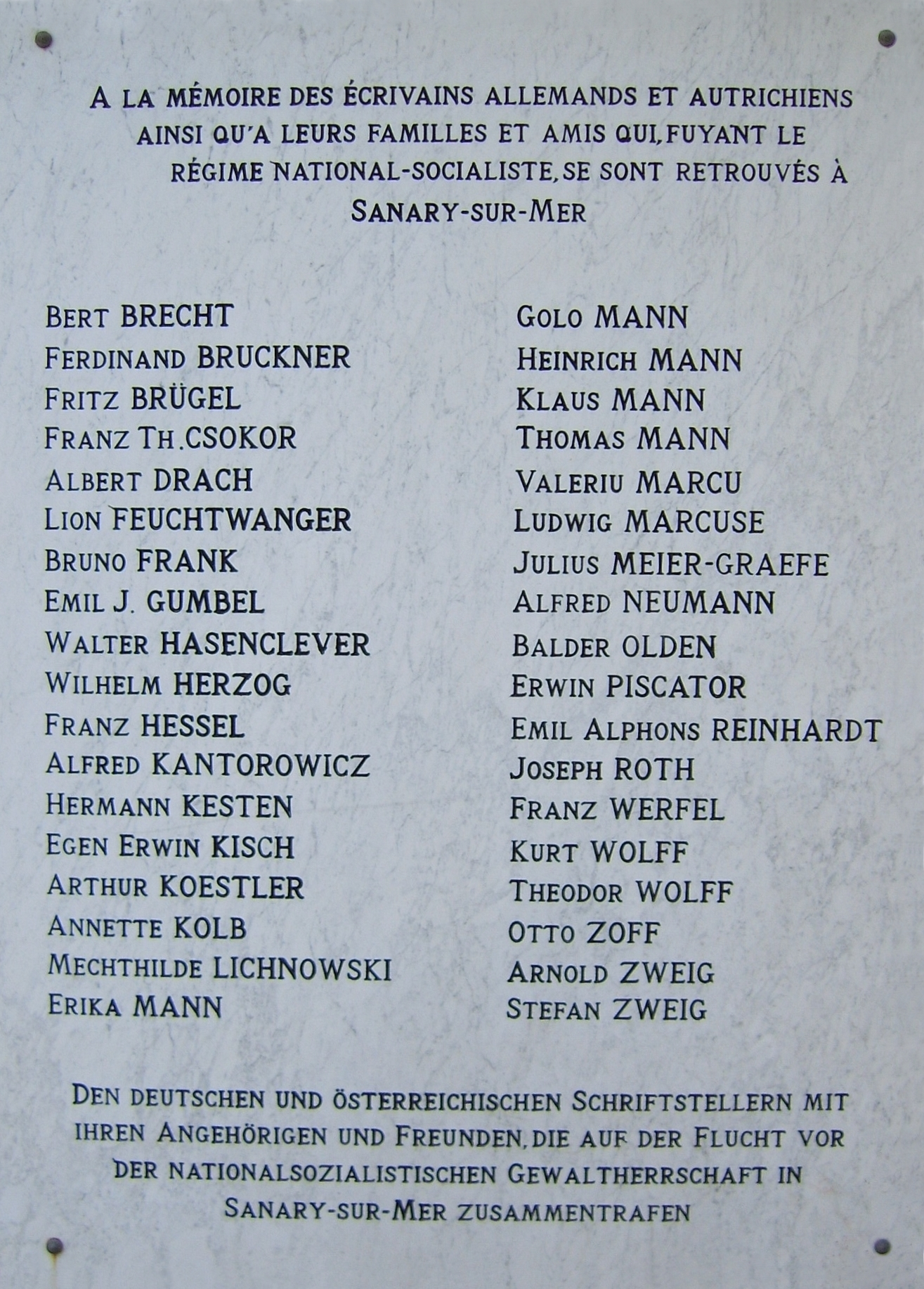
Targa commemorativa degli scrittori tedeschi e austriaci antinazisti che si stabilirono a Sanary-sur-Mer

Con l'ascesa del nazismo nel 1930, un gran numero di scrittori e intellettuali tedeschi lasciarono la Germania e si stabilirono qui: il drammaturgo Bertold Brecht, Egon Erwin Kisch, Thomas Mann, Ludwig Marcuse, Joseph Roth, Franz Werfel e sua moglie Alma Mahler vedova di Gustav Mahler nella villa Le Moulin Gris (vicino alla Chapelle Notre-Dame-de-Pitié), Lion Feuchtwanger a Villa Lazare poi a Villa Valmer, e Arnold Zweig. Frequentata da Jean Cocteau e i suoi amici, Sanary aveva già richiamato Aldous Huxley, che ha scritto Il mondo nuovo a Villa Huxley, e sua moglie, Maria, ma aveva attratto altri visitatori inglesi, come D. H. Lawrence e la moglie Frieda, Julian Huxley e sua moglie, Juliette, e altri. Gli espatriati tedeschi si erano raggruppati intorno a Thomas Mann e alla sua numerosa famiglia, il fratello Heinrich e la moglie, gli scrittori Stefan Zweig e Arnold Zweig, il critico d'arte Julius Meier-Graefe, lo scrittore René Schickele. Sybille von Schoenebeck (poi, con il nome Sybille Bedford, autrice de Il retaggio) ha vissuto qui con la madre. Ludwig Marcuse a p. 160 del suo memoir Mein Zwanzigstes Jahrhundert (in italiano: Il mio Novecento) scrisse di Sanary: "Wir wohnten im Paradies - notgedrungen" (Abbiamo vissuto in paradiso  - contro la nostra volontà).
"Se si vive in esilio", ha scritto Hermann Kesten, "Il caffè diventa subito la casa di famiglia, la nazione, la chiesa e il parlamento, un deserto e un luogo di pellegrinaggio, culla di illusioni e cimitero ... In esilio, il caffè è l'unico posto dove la vita continua. "
Con la dichiarazione di guerra nel 1939, il governo francese trattò questi esuli come nemici stranieri e alcuni di loro furono internati nel campo di concentramento di Les Milles vicino a Aix-en-Provence. Lo scrittore antinazista Lion Feuctwanger narrò le sue vicissitudini nel suo memoir Il diavolo in Francia. Alla fine alcuni finirono, dopo l'occupazione nazista della Francia meridionale ad Auschwitz. Dopo la liberazione, l'intera vicenda fu ignorata dalle autorità francesi fino al 1990, quando, forse grazie al numero crescente di turisti provenienti dalla Germania, una targa commemorativa fu inaugurata, con segnalazioni per itinerari letterari.

## Società

### Evoluzione demografica
Abitanti censiti

## Amministrazione

### Gemellaggi
- Luino, dal 2001[2]
- Bad Säckingen, dal 1973
- Purkersdorf, dal 1973
- Kościerzyna, dal 1990
- Noginsk, dal 2010